# Carex bushii
Espèce
Classification phylogénétique
Carex bushii est une espèce de plantes du genre Carex et de la famille des Cyperaceae.